# Aerial Ballet
| 전문가 평가                    | 전문가 평가 |
| 평가 점수                      | 평가 점수   |
| 출처                           | 점수        |
| ------------------------------ | ----------- |
| AllMusic                       | [ 2 ]       |
| The Essential Rock Discography | 6/10        |
| Rolling Stone                  | (mixed)     |

《Aerial Ballet》은 1968년 7월에 발매된 미국의 싱어송라이터 해리 닐슨의 세 번째 스튜디오 음반이다.

## 배경
《Aerial Ballet》은 RCA 빅터를 위한 해리 닐슨의 두 번째 음반이었고, 그의 조부모의 줄타기 서커스 행동을 따라 제목이 붙여졌다. 그것은 나중에 스리 도그 나이트의 넘버 파이브 히트가 된 〈One〉을 포함하여, 거의 전적으로 그가 쓴 노래들로 구성되어 있다. 음반의 제목은 조이 크레이머에 의해 에어로스미스의 이름과 날개 모티브의 영감으로 인용되었다.
《Aerial Ballet》의 가장 친숙한 트랙은 프레드 닐의 〈Everybody's Talkin'〉이라는 커버곡이다. 이 곡은 1968년 북미에서 싱글로 발매되었고, 캐나다에서는 40위 안에 들었지만, 처음에는 미국에서 실패했다. 그러나, 이 곡은 그 후 아카데미상을 수상한 영화 《미드나잇 카우보이》에 사용되도록 선택되었고, 1969년 미국 톱 10을 강타하며 닐슨의 공연자로서 가장 큰 히트곡들 중 하나가 되었다. 나중에 《더 코트쉽 오브 에디스 파더》에 수록된 또 다른 곡 〈Little Cowboy〉는 닐슨의 어머니에 의해 쓰여졌다.
원래 《Aerial Ballet》의 오프닝 넘버는 〈Daddy's Song〉였지만, 첫 번째 카피가 발행된 후 (닐슨의 인지도 없이) 이 트랙은 삭제되었다. 몽키스가 그들의 영화 《헤드》에 수록될 커버 버전을 녹음했고, 그 노래에 대한 독점적인 권리를 위해 3만 5천 달러를 지불했기 때문이다. 최근 재발행은 (몽키스의 계약이 오래 전에 만료된) 〈Daddy's Song〉를 라인업의 적절한 위치로 복구한다.
1968년 런던에서 닐슨이 비틀즈를 방문했을 때, 존 레논은 닐슨의 〈Revolution〉과 화이트 앨범에 수록된 곡들을 연주했고, 닐슨은 이 음반의 데모 컷인 《Pandemonium Shadow Show》를 36시간 동안 들었다.

## 곡 목록
모든 곡들은 특별한 언급이 없는 한 해리 닐슨에 의해 작사/작곡하였다.
| #  | 제목                             | 재생 시간 |
| -- | -------------------------------- | --------- |
| 1. | 〈Daddy's Song〉                 | 2:41      |
| 2. | 〈Good Old Desk〉                | 2:22      |
| 3. | 〈Don't Leave Me〉               | 2:18      |
| 4. | 〈Mr. Richland's Favorite Song〉 | 2:12      |
| 5. | 〈Little Cowboy〉                | 1:22      |
| 6. | 〈Together〉                     | 2:08      |

| #   | 제목                          | 작사·작곡               | 재생 시간 |
| --- | ----------------------------- | ----------------------- | --------- |
| 7.  | 〈Everybody's Talkin'〉       | 프레드 닐               | 2:41      |
| 8.  | 〈I Said Goodbye to Me〉      |                         | 2:13      |
| 9.  | 〈Little Cowboy (Reprise)〉   |                         | 0:52      |
| 10. | 〈Mr. Tinker〉                |                         | 2:41      |
| 11. | 〈One〉                       |                         | 2:50      |
| 12. | 〈The Wailing of the Willow〉 | 닐슨, 이언 프리번스미스 | 2:00      |
| 13. | 〈Bath〉                      |                         | 2:24      |